# Júlio Schramm
Júlio Schramm (Gaspar, 27 de novembro de 1905 – Gaspar, 23 de julho de 1986) foi um comerciante e político brasileiro. Pertenceu à União Democrática Nacional (UDN).
Foi o terceiro prefeito de Gaspar, município do estado de Santa Catarina, que governou de 1951 a 1956. Em seu governo foi construído o prédio da nova prefeitura municipal, foram compradas a primeira patrola e caçamba, e trens e litorinas passaram a trafegar pela estrada de ferro, em Gaspar. Também neste período houve a construção de um clube conhecido até hoje, a Sociedade Cultural e Recreativa Alvorada.